# 趙秀敏
趙秀敏（韓語：조수민，1999年3月5日—），韓國女演員。

## 演艺经历
趙秀敏於1999年3月出生，其後在2006年透過參演電視劇《首爾 1945》，以兒童演員身份出道。之後，她接連出演《傳聞中的七公主》、《透明人間崔長洙》等劇，是備受矚目的兒童演員。她在《透明人間崔長洙》中飾演患有老年癡呆症的崔章洙（劉五性飾）的女兒率美，展現了細膩的感情演技。然則，在2008年的《媽媽發怒了》後，她沒有繼續延續兒童演員的生涯。
之後，趙秀敏在10年間皆沒有參演任何演藝作品，因為她希望集中於只能經歷一次的學校生活，而其成績一直名列前茅，在特定科目上還獲得全校第一名。2019年，她在《觸及真心》中，在花絮片段中飾演主角女高中生「金潤荷」，重返電視劇舞台，其成熟的演技隨即引起觀眾注意，更登上實時熱搜榜第一名。同年，她在短篇時代劇《生日信》中擔綱主演在二戰末期的女主角，更在同年的KBS演技大獎中獲得女子獨幕劇獎。
2020年，她在《Penthouse》中飾演因意外死亡而引領劇情發展的角色「閔雪雅」，隨著該劇不斷提升的關注度及其投入度高的演技，趙秀敏在電視界和觀眾的關注度亦有所提高。

## 演出作品

### 電視劇
| 年份   | 電視台    | 劇名                         | 角色             | 性質     |
| ------ | --------- | ---------------------------- | ---------------- | -------- |
| 2006年 | KBS       | 《首爾 1945》                | 金延京（金末熙） | 配角     |
| 2006年 | KBS       | 《傳聞中的七公主》           | 王美拉           | 配角     |
| 2006年 | KBS       | 《透明人間崔長洙》           | 崔率美           | 配角     |
| 2008年 | KBS       | 《媽媽發怒了》               | 李素娜           | 配角     |
| 2009年 | KBS       | 《傳說的故鄉－婢女》         | 寶利             | 配角     |
| 2019年 | tvN       | 《觸及真心》                 | 金潤荷           | 配角     |
| 2019年 | KBS       | 《生日信》                   | 呂日愛（1945年） | 配角     |
| 2020年 | SBS       | 《Penthouse》                | 閔雪兒           | 配角     |
| 2020年 | KBS       | 《暗行御史：朝鮮秘密搜查官》 | 姜順愛           | 配角     |
| 2021年 | SBS       | 《Penthouse 2》              | 閔雪兒           | 客串     |
| 2022年 | MBC       | 《禁婚令，朝鮮婚姻禁止令》   | 花允             | 特別演出 |
| 2023年 | Lifetime  | 《Under The Gun》            | 車世英           | 主演     |
| 2024年 | Channel A | 《結婚吧You》                | 鄭荷娜           | 主演     |

### 網劇
| 年份   | 電視台   | 劇名                         | 角色   | 性質 | 備註 |
| ------ | -------- | ---------------------------- | ------ | ---- | ---- |
| 2020年 | PLAYLIST | 《又一次的結局Ending Again》 | 車仁英 | 主演 |      |

### 電影
| 年份   | 劇名           | 角色   | 性質 | 備註 |
| ------ | -------------- | ------ | ---- | ---- |
| 2008年 | 《最後的禮物》 | 趙世熙 |      |      |

## 獲獎記錄
| 年份 | 頒獎典禮    | 獎項              | 作品           | 結果 |
| 2006 | KBS演技大賞 | 青少年演技獎      | 傳聞中的七公主 | 提名 |
| 2008 | KBS演技大賞 | 青少年演技獎      | 媽媽發怒了     | 提名 |
| 2019 | KBS演技大賞 | 女子聯作‧獨幕劇獎 | 生日信         | 獲獎 |
| 2020 | SBS演技大賞 | 女子新人賞        | Penthouse      | 提名 |

## 外部連結
- 趙秀敏的Instagram帳戶
- 趙秀敏在NAVER上的资料
- 趙秀敏在Daum上的资料